# Condado de Miami-Dade
A região de Miami-Dade (em inglês:  Miami-Dade County) é um dos 67 condados do estado americano da Flórida. Também é conhecido como Miami, Miami-Dade, Condado de Dade, Dade, Metro-Dade ou Grande Miami. A sede e cidade mais populosa do condado é Miami. Foi fundado em 18 de janeiro de 1836.
Com pouco mais de 2,7 milhões de habitantes, de acordo com o censo nacional de 2020, é o condado mais populoso do estado e o oitavo mais populoso do país. No condado vive 12,5% da população total da Flórida.

## Geografia
De acordo com o Departamento do Censo dos Estados Unidos, o condado possui uma área de 6 188,3 km², dos quais 4 920,7 km² estão cobertos por terra e 1 267,6 km² (20,5%) por água.

## Demografia
Desde 1900, o crescimento populacional médio do condado, a cada dez anos, é de 84,4%.

### Censo 2020
Segundo o censo nacional de 2020, o condado possui uma população de 2 701 767 habitantes e uma densidade populacional de 549,1 hab./km². Seu crescimento populacional na última década foi de 8,2%, bem abaixo da média estadual de 14,6%. É o condado mais populoso da Flórida e o oitavo mais populoso dos Estados Unidos. É o sexto condado mais densamente povoado do estado.
Possui 1 074 685 residências que resulta em uma densidade de 218,4 residências/km² e um aumento de 8,6% em relação ao censo anterior. Deste total, 10,0% das unidades habitacionais estão desocupadas. A média de ocupação é de 2,5 pessoas por residência.

### Censo 2010
Segundo o censo nacional de 2010, o condado possui uma população de 2 496 435 habitantes e uma densidade populacional de 508 hab./km².
Das 34 localidades incorporadas no condado, Miami é a mais populosa, com 399 457 habitantes, enquanto Sunny Isles Beach é a mais densamente povoada, com 7 886 hab/km². Indian Creek é a menos populosa, com 86 habitantes. De 2000 para 2010, a população de Indian Creek cresceu 161% e a de Bal Harbour reduziu em 24%. Apenas três localidades possuem população superior a 100 000 habitantes.

### Censo 2000
Segundo o censo nacional de 2000, o condado de Miami-Dade possui 2 253 362 habitantes, 776 774 residências ocupadas e 548 402 famílias. A densidade populacional do condado é de 447 hab./km². O condado possui no total 852 278 residências, que resultam em uma densidade de 169 residências/km². 69,7% da população do condado são brancos (dos quais 13,67% não são hispânicos), 29,29% são Afro-americanos, 1,41% são asiáticos, 0,19% são nativos americanos, 0,04% são nativos polinésios, 4,58% são de outras raças e 3,79% são descendentes de duas ou mais raças. 55,32% da população do condado são hispânicos de qualquer raça.
Existem no condado 776 774 residências ocupadas, dos quais 33,8% abrigam pessoas com menos de 18 anos de idade, 47,7% abrigam um casal, 17,2% são famílias com uma mulher sem marido presente como chefe de família, e 29,4% não são famílias. 23,3% de todas as residências ocupadas são habitadas por apenas uma pessoa, e 8,6% das residências ocupadas no condado são habitadas por uma única pessoa com 65 anos ou mais de idade. Em média, cada residência ocupada possui 2,84 pessoas e cada família é composta por 3,35 membros.

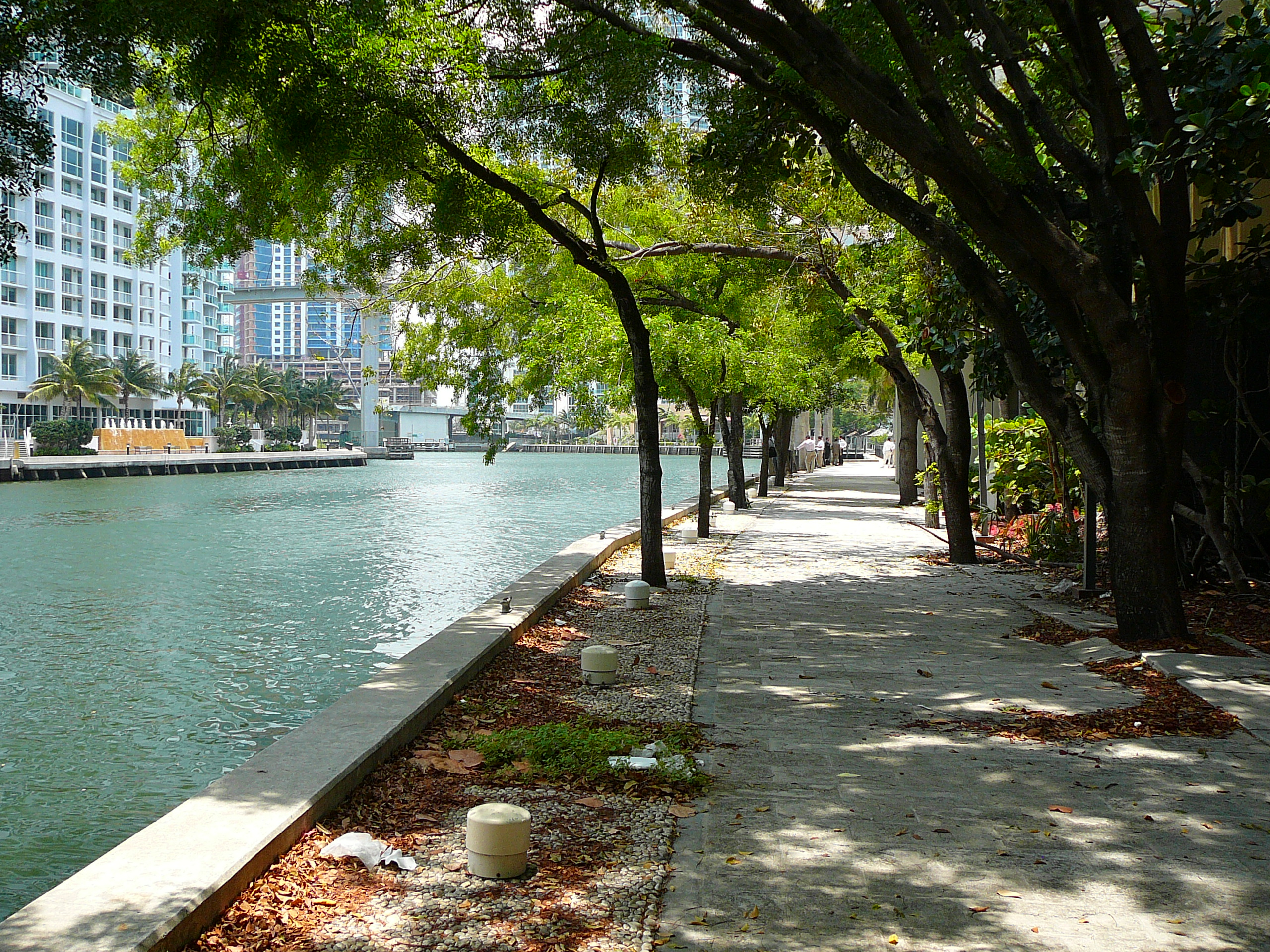
O rio Miami em Downtown Miami.

24,8% da população do condado possui menos de 18 anos de idade, 9,1% possuem entre 18 e 24 anos de idade, 31% possuem entre 25 e 44 anos de idade, 21,7% possuem entre 45 e 64 anos de idade, e 13,3% possuem 65 anos de idade ou mais. A idade média da população do condado é de 33 anos. Para cada 100 pessoas do sexo feminino existem 93,5 pessoas do sexo masculino. Para cada 100 pessoas do sexo feminino com 18 anos ou mais de idade existem 90,2 pessoas do sexo masculino.
A renda média anual de uma residência ocupada é de 35 966 USD, e a renda média anual de uma família é de 40 260 USD. Pessoas do sexo masculino possuem uma renda média anual de 30 120 dólares, e pessoas do sexo feminino, 24 686 USD. A renda per capita do condado é de 30 120 dólares. 18% da população do condado e 14,5% das famílias do condado vivem abaixo da linha de pobreza. 22,9% das pessoas com 17 anos ou menos de idade e 18,9% das pessoas com 65 anos ou mais de idade estão vivendo abaixo da linha de pobreza.

## A Penitenciária Feminina de Miami-Dade
A Penitenciária de Miami-Dade é uma prisão feminina localizada em Miami no estado da Flórida nos Estados Unidos.
O Departamento de Correção e Reabilitação de Miami-Dade administra cinco unidades na cadeia do condado. Prisão ou cadeia com o Departamento de Correção e Reabilitação de Miami-Dade da Florida.
O Pré-Julgamento Centro de Detenção é um centro de detenção onde são processados e acomodados todas as classificações de presos. Estes incluem as pessoas com infrações de tickets de trânsito e de infracções penais. A instalação possui 1 712 camas para espera das penas.
O Centro de Detenção da Mulher tem 375 camas. As médias centro uma população diária entre 300–375 prisioneiros. Os presos nesta faixa instalação de reclusos em prisão preventiva dos presos condenados. O Centro de Detenção da Mulher é uma cadeia credenciada.